# Мираголо Сан Марко
Мираголо Сан Марко је насеље у Италији у округу Бергамо, региону Ломбардија.
Према процени из 2011. у насељу је живело 72 становника. Насеље се налази на надморској висини од 962 м.